# ウクライナ・ルネサンス
ウクライナ・ルネサンスは、ウクライナにおけるルネサンス期の文化的・哲学的運動である。15世紀から17世紀にかけて、人文主義、印刷文化、教育、建築、芸術の発展を通じて、ウクライナの文化が再編され、キエフ・ルーシやビザンツ文化の遺産が復興した。

## 15～16世紀
15～16世紀、ルネサンス運動はスラヴ世界にも波及し、特に中世に形成されたカトリック文化圏に属する国々に影響を与えた。ウクライナはポーランド王国の一部としてカトリック文化に組み込まれたが、正教会のビザンツ文化圏に属し、他の東・南スラヴ諸国と文化的共通性を保持した。16世紀後半、ポーランドのカトリック拡張に伴い、ルネサンスの影響は正教会文化を脅かす「外来の敵対的文化」と見なされた。そのため、ウクライナでのルネサンス要素は断続的に現れ、精神文化の再編は17～18世紀に完成した。
ルネサンスの核心である人文主義は、バロック文化がヨーロッパで主流となる後期ルネサンス期にウクライナに浸透した。西欧の大学（特にイタリアやポーランド）で学んだウクライナ人知識人が人文主義を導入し、普及させた。初期のウクライナ人文主義者（例：ユーリー・ドロホビチ、パウロ・ルシン、スタニスワフ・オリホフスキー、ムィハイル・ジュラヴィツィクィイ、セバスティアン・クレノヴィチ）は、「ラテン世界」で活動した。ユーリー・ドロホビチはイタリアで学び、医学・哲学の博士号を取得、クラクフ大学の教授としてラテン語で天文・占星術の論文を著した。

## 16～17世紀
16世紀後半から17世紀初頭、ウクライナでは北方ルネサンス（ドイツ、チェコなどで形成され、宗教改革と結びついた）の思想的要素が現れた。国民意識、愛国心、社会奉仕を重視する理念が広まり、特に兄弟団 (正教会)の活動を通じて顕著に表れた。ポーランドのカトリック圧力に対抗するため、ウクライナの正教徒はギリシャ・ビザンツ文化とキエフ・ルーシの文化遺産を深く研究し、ローマの古典遺産も取り入れた。人文主義的教育の方法論を活用し、「スラヴ・ギリシャ・ラテン教育」として新たな教育体系を構築した（ウクライナの高等教育参照）。
この教育改革は、正教会の兄貴団（リヴィウ、ルーツィク、キエフ（ボホヤウレンシク）など）やオストロージ学院で設立された学校で始まり、キエフの兄貴団学校を基盤とするキエフ・モヒーラ・アカデミーで完成した。プロテスタント、カトリック（イエズス会）、合同教会の学校も人文主義教育を採用し、ウクライナの教育再編を促進した。多くのウクライナ文化人は「ラテン」のザモイシ学院を卒業し、古代遺産や西欧大学の教育手法（特にルネサンスの文献学や「古典模倣」）を吸収した。

### 印刷文化
ルネサンスの影響として、ウクライナで世俗的な印刷文化が興った。新設された教育機関の多くが印刷所を運営し、オストロージ学院ではロシア・ウクライナの初代印刷者イヴァン・フェドロフが活動した。彼は聖書に加え、初の古ウクライナ語文法書『ブクヴァル』（リヴィウ）、『アズブカ』を印刷し、初等教育の基盤を築いた。16～17世紀の転換期には、ルネサンス的性格の新文学が生まれ、紋章詩、論争文学、評論、伝記、書簡、演説、対話、パンフレットなどの新ジャンルが登場した。特に論争文学が盛んで、正教擁護者（例：イヴァン・ヴィシェンシクィイ、ヨヴ・クニャヒニツキイ）とルネサンス派（例：ユーリー・ロハティネツィ、キリロ・トランクヴィリオン＝スタヴロヴェツィクィイ）が、古代や西欧人文主義者の作品を引用しつつ論戦を繰り広げた。
16世紀後半、ルネサンスと宗教改革の精神に基づき、教会スラヴ語を書籍から民衆の日常言語に近づける試み（例：ペレソプニツャ福音書、1556～61）が始まった。ルネサンスの文献学者に倣い、ウクライナの学者（ラヴレンティー・ズィザーニー、メレティー・スモトリツィクィイ、パムヴォ・ベリンダ）は教会スラヴ語の文法と語彙を当時の言語理論に基づき標準化した。
哲学では、新プラトン主義やストア派、14～15世紀のビザンツ人文主義哲学が広まり、ルネサンスの流行に従い、占星術や天文学への関心が高まった。ウクライナの著述家（例：フルィホーリー・スモトリツィクィイ、メレティー・スモトリツィクィイ、アンドリー・フィリポヴィチ）はこれらの分野で論文を執筆した。

### 新たな芸術形式
16世紀、装飾彫刻、彫刻、版画などの新芸術形式が広まり、世俗的な器楽曲が洗練された。教会音楽にもルネサンス的要素（例：合唱の多声部）が浸透した。ウクライナの芸術は、ルネサンスの技法を在地の伝統と融合させ、創造的に再解釈した。次第に芸術全般に世俗的原理が浸透した。

### 建築と絵画
ルネサンスの新傾向は建築で最も早く顕著に現れ、ウクライナの芸術文化を定義した。ヨーロッパ（特に北イタリア）出身の建築家が、ガリツィアやヴォルィーニに後期ルネサンス様式（オーダーシステム、ファサードの建築美、装飾的細部）を導入した。代表例として、防衛施設（ベレジャヌィ城1554年、スターレ・セロ城16～17世紀中盤、オストロフ城の円塔17世紀初頭、ズバーラジュ城1631年、建築家ヴィンチェンツォ・スカモッツィ、ピドヒルツィ城1635～40年、建築家アンドレア・デル・アクア）、宗教・民間建築（ジョウクヴァ大聖堂1604～09年、建築家推定パヴェウ・シュチェスリヴィ、コンスタンティン・コルニャクトの塔屋1580年、建築家ピエトロ・バルボン、黒い家16世紀末、建築家ペトロ・クラソウシクィイ、リヴィウ兄貴団の建築群16～17世紀、建築家パヴェウ・ルィムリャニン、アンブロジー・プリヒルヌィイ、ヴォイチェフ・カピノス、ピエトロ・バルボン、リノック広場の建築群）が挙げられる。これらの建築は、在地伝統に基づきつつ、全体の構成と調和した。
17世紀初頭、ウクライナの都市（シャルホロド、ジョウクヴァ、ブロディ、バル）に新たな都市計画原理が導入された。ルネサンスの影響は絵画、版画、応用美術（絨毯、金属・木工品）にも及び、現実生活の描写や肖像画が重視された。宗教画には日常や風景の要素が組み込まれ、フェディール・センコヴィチ、ムィハイル・モロホウシクィイ、ヴァシル・ステファノヴィチ、イヴァン・ルトコヴィチらの作品にその傾向が見られる。

## ギャラリー

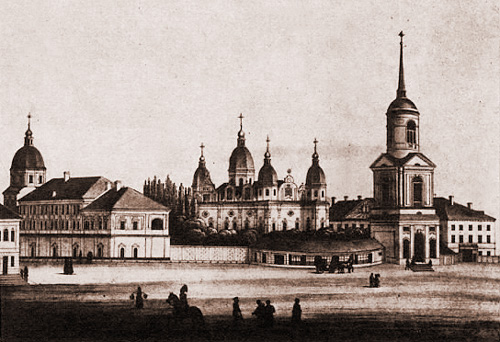
キエフ・モヒーラ・アカデミー、ウクライナ初の高等教育機関
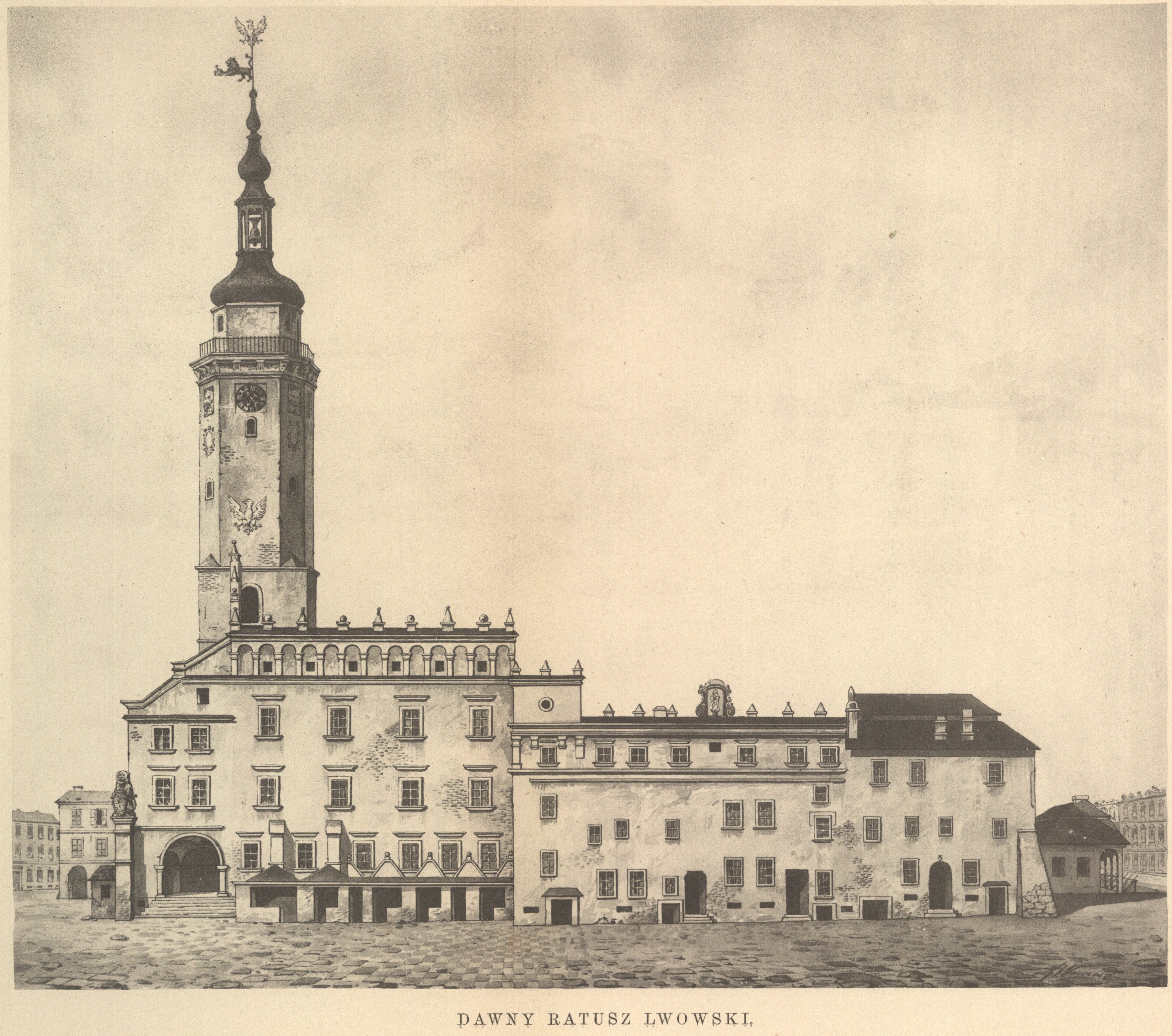
リヴィウ市庁舎のルネサンス建築の傑作
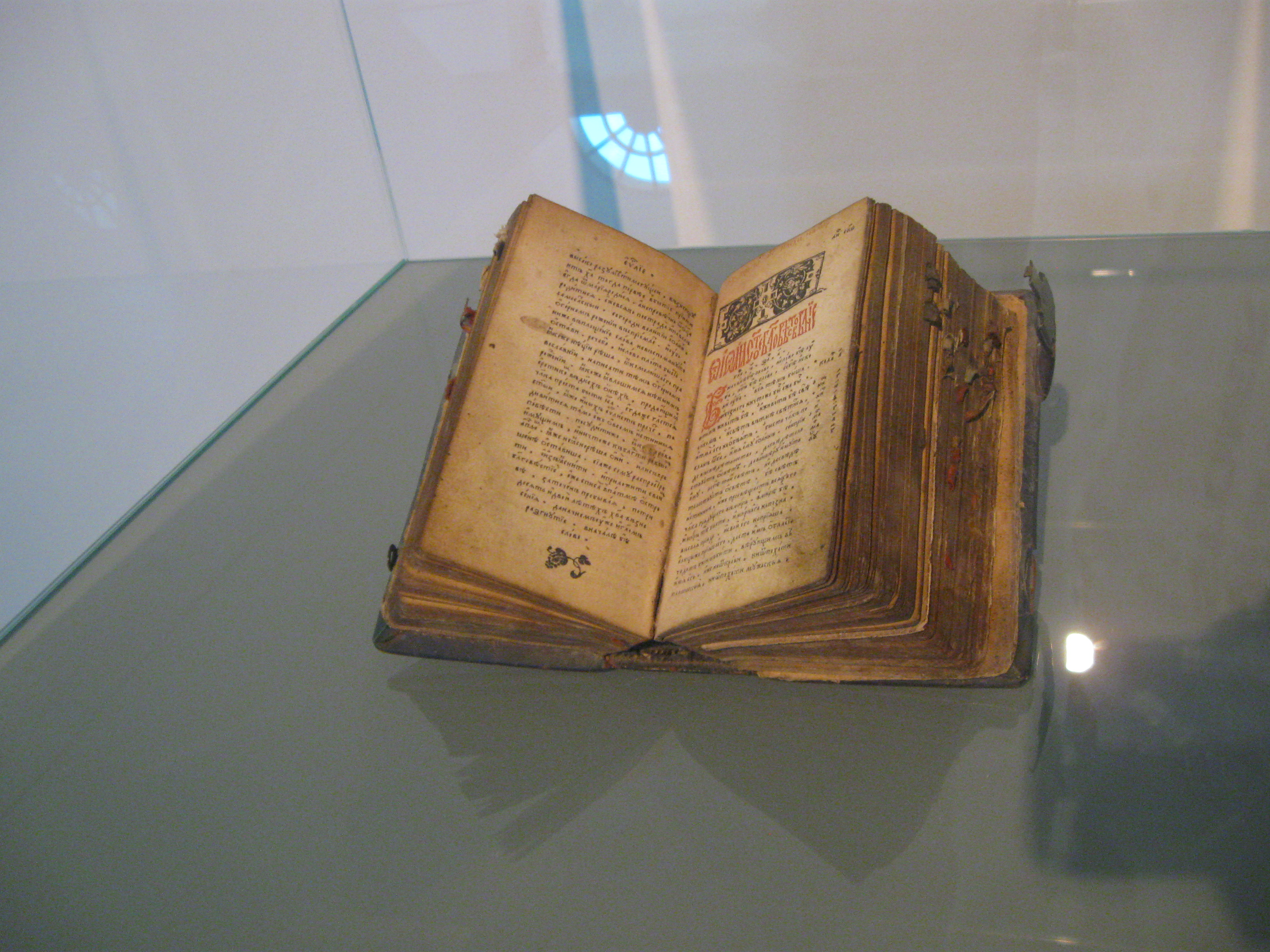
1581年の福音書、ウクライナ初の印刷書籍
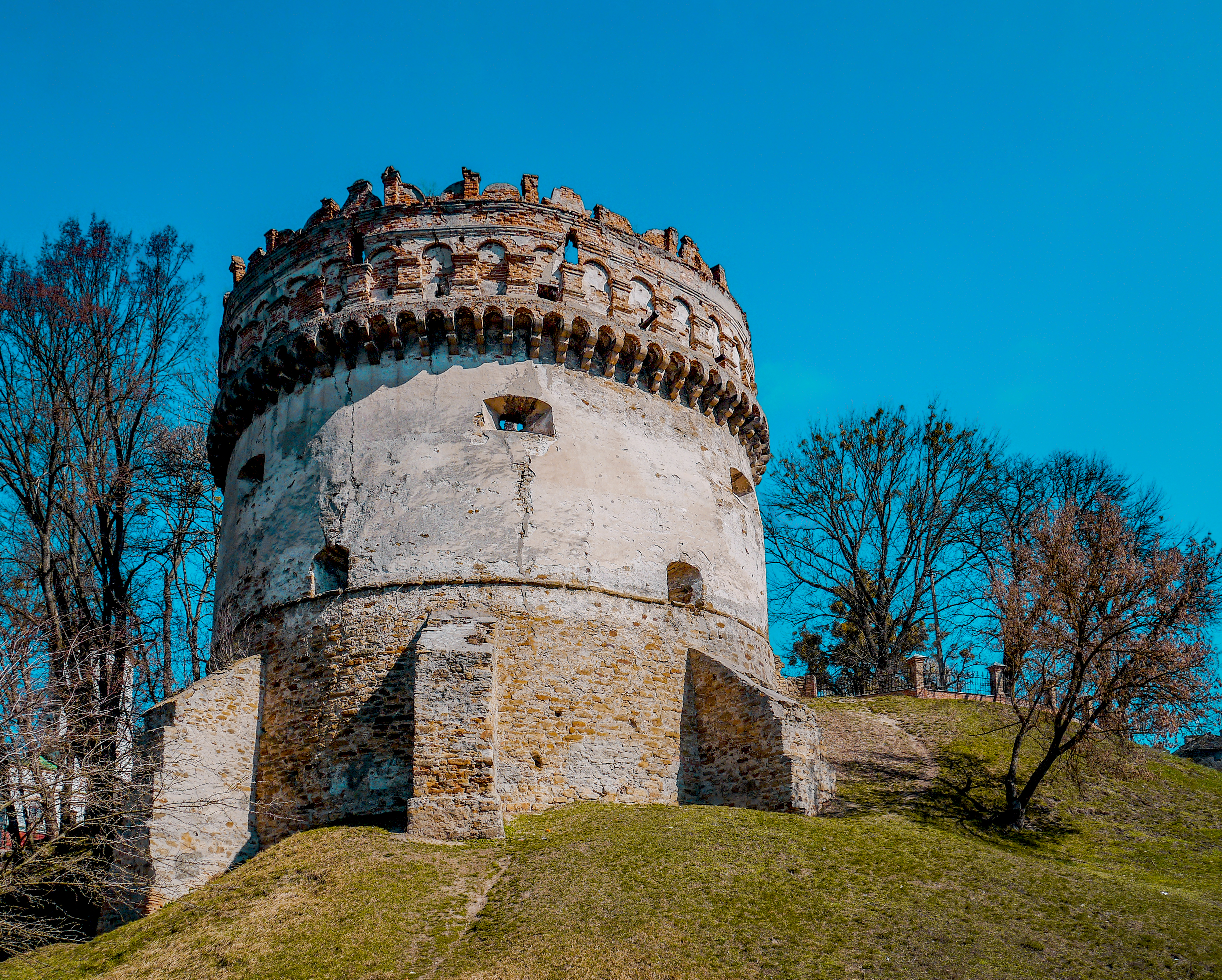
16世紀のオストロフ城円塔
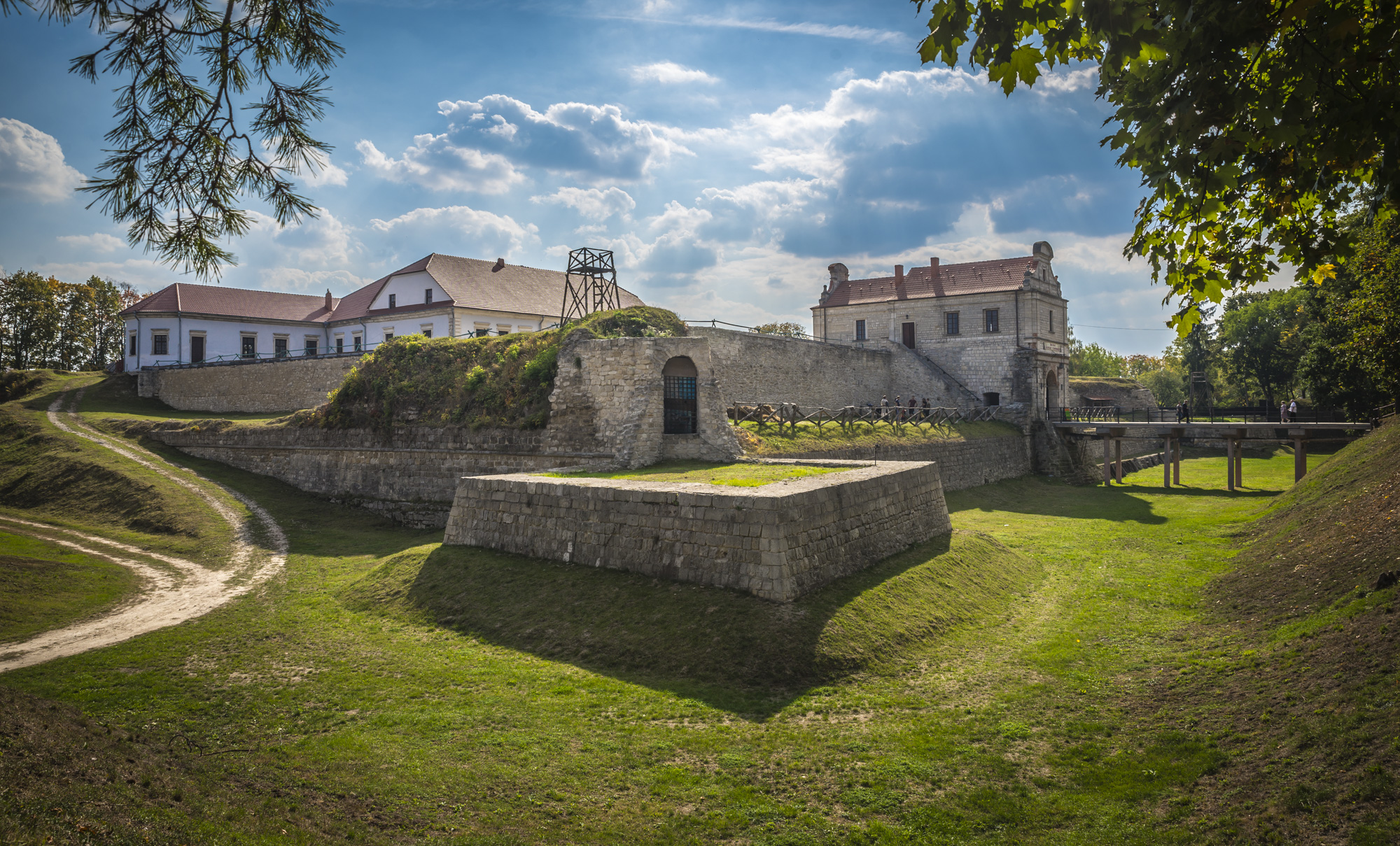
17世紀のズバーラジュ城